# Alina Sorescu
Alina Luminița Sorescu (n. 14 iulie 1986, București) este o cântăreață și prezentatoare TV din România  fostă prezentatoare  TVR 2.
Pe plan personal, are 2 fete, Carolina și Raisa, din căsătoria cu Alexandru Ciucu.

## Biografie
Alina Luminița Sorescu s-a născut la data de 14 iulie 1986 în București. De la o vârstă fragedă, Alina s-a dedicat domeniului artistic muzical sub îndrumarea tatălui său. Astfel a fost înscrisă în grupul Minisong condus de regretatul Ioan Luchian Mihalea.

## Cariera muzicală
Debutul la un concurs muzical l-a avut în 1994 la Festivalul de Muzică pentru Copii, faza pe București unde a obținut locul I. În 1996, ea reușește să obțină primul loc la același concurs dar de data asta la nivel național. În același an, organizatorii Festivalului Cerbul de Aur de la Brașov o desemnează să susțină un recital la acest eveniment.
La vârsta de 11 ani Alina Sorescu lansează primul ei album intitulat Voi fi o stea, compozitor Eugen Mihaescu.
În 1999 a început un turneu în mai multe țări europene unde a susținut concerte în orașe din Franța, Italia, Belgia și Olanda. O piesă intitulată Ca-ntr-un joc de copil a făcut parte dintr-o compilație internațională de melodii pe un cd special al unui eveniment la care a luat parte. În domeniul studiilor muzicale, Alina a absolvit Școala Populară de Artă sub îndrumarea profesoarei Viorela Filip, studiind la secția canto. 

### Discografie
- 1997 - Voi fi o stea
- 2000 - Alina
- 2001 - În fața ta
- 2002 - Vrei altceva
- 2004 - În al 9-lea cer

### Premii Obținute
- 1994 - locul I la Festivalul de Muzică pentru Copii (la debut) - Palatul Național al Copiilor București
- 1996 - locul I la Festivalul Național de Muzică pentru Copii și Tineret
- 2000 - revelația anului în muzica dance
- 2001 - nominalizare premii Bravo Otto, best teen pop
- 2002 - nominalizare premiile MTV Video Awards România best female video
- 2002 - locul 8 la selecția națională pentru Eurovision
- 2003 - nominalizare premiile MTV Music Awards România best female video
- 2006 - premiul Radiodifuziunii Române, Mamaia 2006

## Cariera în televiziune
Datorită spontaneității și acurateței limbajului, Alina Sorescu a fost remarcată și ca un potențial prezentator TV de succes. Astfel, șansa de a-și dezvolta o carieră în televiziune nu s-a lăsat prea mult așteptată. Având o prezență scenică agreabilă, dar completată de capacitatea de a susține un discurs caracterizat de o exprimare aproape perfectă, producătorii și organizatorii nu au ezitat în a-i oferi oportunitatea de deveni una din cele mai tinere prezentatoare de emisiuni și spectacole.
Cu televiziunea, Alina Sorescu și-a început colaborarea odată cu lansarea emisiunii de divertisment Ploaia de stele la TVR 1 unde a ocupat postul de co-prezentatoare alături de Cosmin Cernat. Au urmat alte emisiuni pe care le-a prezentat: Vacanță în stil mare, Ora fără catalog, Portativul piticilor, Miss Plaja, Matinal de vacanță (cu Leonard Miron). De asemenea organizatorii de evenimente speciale nu au trecut-o cu vederea și astfel se regăsește din nou în postura de prezentator la: Revelion 2003, Cerbul de Aur - 2003, 2008, Mamaia Copiilor - 2004, 2007, Superlativele Tinereții - 2003, 2004, 2005, Selecția Națională Eurovision - 2003, 2008 (alături de Iulian Vrabete), Callatis - 2004, 2008 (cu Gabriel Cotabiță), Festivalul Internațional Golden Star - 2003, 2004,  Selecția Națională Eurovision Junior - 2004, 2005, 2006, 2008, Magia Iernii - 2007, Dinamo 60 de ani - 2008, anunțarea voturilor publicului din România la Finala Internațională Eurovision - 2008.
În 2007 a prezentat emisiunea Imprevizibilii de la postul de televizune Kanal D alături de actorul Marius Florea Vizante, însă colaborarea nu a continuat și în următorul sezon. 
Astfel în 2008 a acceptat oferta televizunii publice naționale de a prezenta emisiunea estivală Tonomatul de Vacanță difuzată pe perioada verii de TVR 2. În același timp, Alina a prezentat în week-end Preselecția pentru Festivalul Cerbul de Aur 2008 de la Brașov tot alături de Iulian Vrabete, iar în timpul săptămânii la Mangalia a prezentat Festivalul de la Callatis 2008.
De asemenea a fost desemnată să prezinte și Cerbul de Aur 2008, care s-a desfășurat în perioada 3 - 8 septembrie 2008.
Din 2003 este imaginea Agenției Naționale pentru Sprijinirea Inițiativelor Tinerilor (ANSIT), instituția publică responsabilă cu implementarea la nivel operațional a politicilor publice ale guvernului în domeniul tineretului.
Alina Sorescu este din 2008 licențiată a Facultății de Sociologie - Universitatea București studii terminate în același timp cu cele urmate la Facultatea de Comunicare și Relații Publice - SNSPA. Din octombrie 2008 s-a înscris cu succes la masterul la Facultatea de Sociologie a Universității București cu opțiunea de curs „Sondaje de opinie și marketing”.